# Uromyces turcomanicus
Uromyces turcomanicus ist eine Ständerpilzart aus der Ordnung der Rostpilze (Pucciniales). Der Pilz ist ein Endoparasit von Traubenhyazinthen und Bellevalius-Arten sowie von Brachyelytrum- und Leersia-Süßgräsern. Symptome des Befalls durch die Art sind Rostflecken und Pusteln auf den Blattoberflächen der Wirtspflanzen. Sie ist im südwestlichen Asien verbreitet.

## Merkmale

### Makroskopische Merkmale
Uromyces turcomanicus ist mit bloßem Auge nur anhand der auf der Oberfläche des Wirtes hervortretenden Sporenlager zu erkennen. Sie wachsen in Nestern, die als gelbliche bis braune Flecken und Pusteln auf den Blattoberflächen erscheinen.

### Mikroskopische Merkmale
Das Myzel von Uromyces turcomanicus wächst wie bei allen Uromyces-Arten interzellulär und bildet Saugfäden, die in das Speichergewebe des Wirtes wachsen. Die zylindrischen Aecien der Art wachsen in Gruppen und besitzen 19–25 × 15–20 µm große, hyaline Aeciosporen mit warziger Oberfläche. Die Uredien des Pilzes wachsen beidseitig auf den Wirtsblättern und haben sackförmige, farblose Paraphysen. Ihre hellgelben bis fast farblosen Uredosporen sind 24–32 × 19–25 µm groß, ellipsoid bis breitellipsoid und stachelwarzig. Die beidseitig wachsenden Telien der Art sind schokoladenbraun, pulverig und früh offenliegend. Die dunkel goldenen bis kastanienbraunen Teliosporen sind einzellig, meist eckig eiförmig, an der Spitze gefingert und 18–24 × 14–20 µm groß. Ihre Stiele sind bis zu 40 µm lang.

## Verbreitung
Das bekannte Verbreitungsgebiet von Uromyces turcomanicus reicht vom Iran bis nach Israel und ins südliche Russland.

## Ökologie
Die Wirtspflanzen von Uromyces turcomanicus sind für den Haplonten Traubenhyazinthen (Muscari spp.) und Bellevalia-Arten sowie Boissiera pumilo, Festuca ovina, mehrere Hordeum-Arten und Secale montanum für den Dikaryonten. Der Pilz ernährt sich von den im Speichergewebe der Pflanzen vorhandenen Nährstoffen, seine Sporenlager brechen später durch die Blattoberfläche und setzen Sporen frei. Die Art verfügt über einen Entwicklungszyklus mit Spermogonien, Aecien, Telien und Uredien und vollzieht einen Wirtswechsel.